# Eliseo Verón
 Eliseo Verón (Buenos Aires, 12 de junho de 1935 - Ibídem, 15 de abril de 2014) foi um semiótico, sociológo e filósofo argentino.

## Biografia
Formado em filosofia desde 1961 na Universidade de Buenos Aires, estudou também no Laboratório de Antropologia Social do College de France, aluno de Claude Lévi-Strauss. Sua teoria de "Semiose Social" é referência no campo de semiótica.
A partir de 1966, Verón foi professor do Departamento de Sociologia da Universidade de Buenos Aires como pesquisador científico e foi diretor do Centro de Investigações Sociais do Instituto Torcuato Di Tella. O regime militar dificultou e quase inviabilizou suas pesquisas.  

## Pensamento
Sua formação é de filósofo e sociólogo. Verón procurou elaborar uma síntese entre psicanálise, marxismo e linguística estrutural. Estudou a comunicação associada a fatores políticos e discursos sociais nos meios de comunicação, e adotou uma interpretação ideológica dos meios de comunicação. Da lingüística, ele retirou os fundamentos para usar nas ciências sociais, sua referência foi a obra de Ferdinand Saussure, Verón seguiu a trajetória de seu professor Claude Lévi-Strauss. 
Com Carlos E. Sluzki, diretor do Centro de Pesquisas Psiquiátricas do serviço de Neuropsiquiatria da Policlínica de Lánus, pesquisou os comportamentos e os sistemas de representação, relacionando a psicanálise com a teoria da comunicação. Verón também abordou questões epistemológicas  e  a teoria de Weber e Parsons. 

## Obras
- Conducta, Estructura y Comunicación, 1968.
- Lenguaje y Comunicación Social, 1969.
- Comunicación y Neurosis, com Slusks, 1970.
- El Processo Ideológico, 1971, direção .
- Imperialismo, Lucha de Classes y Conocimiento: 23 anos de sociologia em Argentina, 1974.
- A Produção de sentido, 1980.
- Construire I’ événement, Les médias et I’ accident de Three Mile island, 1981
- Ethnographie de I’ exposition, I espace, le corps et le sens, com M. Levasseur, 1984
- Les spectacles Scientifiques télévisés. Figures de la production et de la récepcion, com E. Fouquier, 1986
- Peron o Muerte. Los fundamentos discursivos del fenômeno peronista, 1986.
- La Sémioseis Sociale, fragmentos d’ una théorie de la discursivité, 1988.
- Espaces du livre, 1989.
- Esto no es un libro, 1999.
- Efectos de agenda, 1999.